# Skuratovski
Skuratovski (en rus: Скуратовский) és un poble (un possiólok) de l'óblast de Tula, a Rússia, segons el cens del 2010 tenia 541 habitants.